# Ñancomahuida
Ñancomahuida (Ñankumawida) (del mapudungun: ñamku, «águila pequeña» o «aguilucho», mawida, «montaña» o «monte», resultando «monte de las águilas», o más exactamente «montaña de los aguiluchos»), fue un líder tribal mapuche (lonco) del pueblo coyunche, los que habitaron originalmente un extenso territorio de la actual provincia de Biobío.Habría sido uno de los últimos loncos del pueblo coyunche de los que se tiene registro, liderando a las últimas comunidades mapuches de un extenso territorio, que abarca las actuales comunas de Cabrero, Laja, Los Ángeles, Mulchén, Nacimiento, Negrete, Yumbel, y Tucapel.

## Biografía
No existe mayor información de Ñancomahuida y su vida en textos contemporáneos a su etapa histórica, y todo lo que se sabe de él proviene de la tradición oral. Ñancomahuida vivía en un territorio asentado en los lugares más arenosos y desiertos, con escasa vegetación, por lo que eran conocidos por los pares de su etnia mapuche como Coyunches “Gente de los arenales”, los que habitaron originalmente un extenso territorio de la actual provincia de Biobío ubicándose en la bifurcación de Concepción y Angol, por lo que fueron considerados un objetivo fundamental para el Imperio español para su extensión hacia el actual sur de Chile. Durante los últimos años del XIX, dichos indígenas fueron dirigidos por el lonco Ñancomawida, quienes con su gente, no fueron aceptados en los fundos que se desarrollaron en el sector a fines del siglo XIX, al igual que los maestros carpinteros que allí trabajaron, que inicialmente tampoco pudieron asentarse en el lugar.
Según el historiador Tito Figueroa, el sector donde Ñancomahuida habría habitado durante sus últimos años estaba en el distrito "Monte del Águila" de la subdelegación de Yumbel, pero sin evidencias de que existiera un poblado como tal a comienzos del siglo XX, habiendo más bien, asentamientos rurales de personas sin un núcleo definido, formándose principalmente fundos y haciendas, en territorios sin título de dominio, pero que eran habitados por población indígena.Se tiene constancia de que hubo varios alzamientos mapuches, con el propósito de recuperar sus territorios ocupados, desde 1880 a 1882, y por eso fue que Ñancomahuida y su gente se integraron al proceso progresivo de enajenación de la tierra, como represalia económica a los abusos y escasos cometidos por los nuevos habitantes, vendiendo los terrenos que habitaban, los que terminaron siendo comprados por los hacendados ya establecidos allí.
La muerte de Ñancomahuida ha sido un verdadero misterio desde entonces, ya que según el testimonio de sus contemporáneos, el líder mapuche desapareció sin dejar rastro. Los indígenas que lideraba se irían mezclando progresivamente con los colonos de las actuales ciudades de Cabrero y Monte Águila, conformando en las próximas décadas las primeras poblaciones de los nacientes poblados.

## Eponimia
La tradición oral señala que el nombre de la actual ciudad chilena Monte Águila tiene su origen, según el relato de indígenas de la zona que vivieron en la primera mitad del siglo XX, del lonco coyunche Ñancomawida, cuyo nombre, en mapudungún significaba “Monte de las águilas”.También, existe una aldea del mismo nombre en la Región de la Araucanía, en la provincia de Malleco.